# Кукмаста кока хумкашица
Кукмаста кока хумкашица (Megapodius reinwardt) је врста птице из породице кока хумкашица, која укључује пет подврста M. r. macgillivrayiнасељених на многим Малим Сундским острвима, као и на југу Нове Гвинеје и северу Аустралије. 
Бројна је у приградским вртовима Дарвина, где је људи називају „шумска ћурка”. Кунвињкуи, аустралијски староседеоци из западне Арнемове земље, за ову врсту користе име „куркурлдањ”.

## Опис
То је копнена птица величине домаће кокошке, леђа и крила су јој тамносмеђе боје, док су стомак, груди, врат и лице плаве, ноге су наранџасте боје и јаке, а на потиљку има шиљасту ћубу. Насељава шипражје и шумска станишта, а колонизовала је и мноштво малих острва.

## Понашање
Кукмаста кока хумкашица се храни семењем, отпалим воћем и копненим бескичмењацима. Као и код других мегапода, гнездо јој је велика хумка од песка, лишћа и других отпадака, у којем топлота која настаје распадањем органског материјала служи за инкубацију јаја. Изградња и одржавање хумке, која може достићи висину од 4,5 m и пречник од 9 m, одвија се током целе године.

## Подврсте
Неки од таксона који су раније сматрани подврстама кукмасте коке хумкашице, данас се сматрају посебним врстама, као што је танимбарска кока хумкашица (Megapodius tenimberensis), док се друге подврсте у неким класификацијама сматрају подврстама других врста (нпр. M. r. buruensis се сматра подврстом мрке коке хумкашице (Megapodius freycinet)).

## Угроженост
Ова врста је на црвеној листи међународне уније за заштиту природе наведена као најмање угрожена, јер су јој популације стабилне.